# Algemene verkiezingen in Liberia (1859)

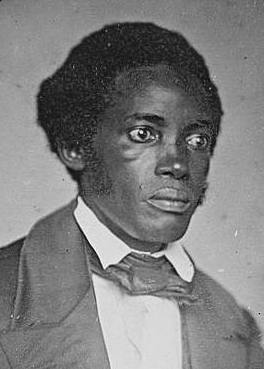
President Stephen Allen Benson.

De algemene verkiezingen in Liberia van 1859 werden in mei van dat jaar gehouden en gewonnen door zittend president Stephen Allen Benson van de Republican Party. Exacte data, zoals opkomstcijfers, stemverdeling en percentages ontbreken echter.